# Aeroporto di Penza
L'aeroporto di Penza-Ternovka è un aeroporto situato a 10 km a sud di Penza, nella regione di Oblast' di Penza, nella Russia europea.

## Storia
Il Terminal Passeggeri all'aeroporto di Penza è stato costruito nel 1963. La ricostruzione parziale del Terminal è avvenuta negli anni 80 e nel 2003 è stato costruito il nuovo Terminal Passeggeri.
Negli anni 70 all'aeroporto di Penza è stata inaugurata la prima pista attiva di calcestruzzo per i primi jet sovietici. Negli anni 80 l'aeroporto gestiva fino a 60 operazioni di decollo/atterraggio al giorno. Dopo la crisi degli anni novanta del XX secolo l'aeroporto ha conservato i voli di linea per la capitale russa ed anche i voli stagionali estivi per San Pietroburgo e Soči.

## Dati tecnici
L'aeroporto di Penza-Ternovka dispone attualmente di una pista attiva asfaltata di classe C di 2.800 m x 45 m ricostruita nel 2008. La pista aeroportuale si trova all'altitudine di 181 m.
Il peso massimo al decollo alla pista dell'aeroporto è di 190 t.
L'aeroporto attualmente è stato attrezzato per l'atterraggio/decollo di tutti i tipi degli elicotteri e dei seguenti tipi degli aerei: Antonov An-12, Antonov An-24, Ilyushin Il-76T/TD, Yakovlev Yak-40, Yakovlev Yak-42, Tupolev Tu-134, Canadair Regional Jet CRJ-100/-200 e di tutti gli aerei di classe inferiore.

## Collegamenti con Penza
L'aeroporto si trova nel distretto meridionale di Penza. Terminal aeroportuale è facilmente raggiungibile dal centro con le linee del trasporto pubblico urbao no.30, no.54 e no.66, inoltre l'aeroporto è collegato col centro con la linea di filobus no.10 e con le taxi-navette no.10 e no.10.